# Marcel Schmelzer
Marcel Schmelzer (Magdeburgo, 22 gennaio 1988) è un allenatore di calcio ed ex calciatore tedesco, di ruolo difensore, tecnico in seconda del Borussia Dortmund II.

## Caratteristiche tecniche
Terzino sinistro di notevole spinta; la sua arma migliore erano i cross e i passaggi filtranti.

## Carriera

### Club

Marcel Schmelzer con il Borussia Dortmund nel 2013

Divenuto nella stagione 2010-11 perno fondamentale del Borussia Dortmund conquista il suo primo trofeo vincendo il campionato tedesco. La stagione 2011-12 comincia alla grande per lui essendo uno dei perni inamovibili della squadra allenata da Jürgen Klopp. Il primo gol stagionale arriva il 22 ottobre 2011 nella gara vinta 5-0 contro il Colonia. Chiude la stagione collezionando 37 presenze condite da 1 gol. La stagione 2012-13 comincia al meglio per lui segnando il suo primo gol europeo ai danni del Real Madrid nella terza partita del girone D di Champions League decidendo la gara al 64' minuto grazie proprio al suo gol dopo l'1-1 del primo tempo grazie ai gol di Robert Lewandowski e Cristiano Ronaldo. Il 25 maggio 2013 gioca la finale di Champions League persa per 2-1 contro i rivali del Bayern Monaco. Inizia la stagione 2013-14 vincendo la Supercoppa di Germania ai danni del Bayern Monaco per 4-2. Il 21 settembre 2013 sul campo del Norimberga arriva il primo gol stagionale firmando il vantaggio al 37' minuto, partita poi finita 1-1.
La stagione 2014-15 si apre con la vittoria della Supercoppa di Germania, battendo il Bayern Monaco con il punteggio di 2-0. La stagione successiva si apre con il cambio del tecnico in panchina passando da Jurgen Klopp a Thomas Tuchel e, nonostante il cambio non perde il posto da titolare nella squadra. Nella nuova stagione, complice l'addio di Mats Hummels, viene nominato il compagno Marco Reus come nuovo capitano giallonero, ma visti i continui infortuni dell'attaccante tocca proprio a Schmelzer vestire più volte la fascia di capitano. Torna al gol dopo due anni di astinenza nella partita di Coppa di Germania vinta 3-0 sul campo del Lotte. L'11 aprile 2017, alla vigilia della partita di Champions League contro il Monaco, un'esplosione investe il pullman su cui viaggiavano lui e la sua squadra.

### Nazionale
È stato tra i giocatori della nazionale tedesca Under-21 che nel 2009 in Svezia ha vinto il Campionato europeo di categoria. Riceve la sua prima convocazione nel 2010, dove gioca come esterno di sinistra nella Germania di Joachim Löw.

## Statistiche

### Presenze e reti nei club
Statistiche aggiornate al 9 settembre 2021.
| Stagione                    | Squadra                     | Campionato                  | Campionato | Campionato | Coppe nazionali | Coppe nazionali | Coppe nazionali | Coppe continentali | Coppe continentali | Coppe continentali | Altre coppe | Altre coppe | Altre coppe | Totale | Totale |
| Stagione                    | Squadra                     | Comp                        | Pres       | Reti       | Comp            | Pres            | Reti            | Comp               | Pres               | Reti               | Comp        | Pres        | Reti        | Pres   | Reti   |
| --------------------------- | --------------------------- | --------------------------- | ---------- | ---------- | --------------- | --------------- | --------------- | ------------------ | ------------------ | ------------------ | ----------- | ----------- | ----------- | ------ | ------ |
| 2007-2008                   | Borussia Dortmund II        | RL                          | 26         | 0          | -               | -               | -               | -                  | -                  | -                  | -           | -           | -           | 26     | 0      |
| 2008-2009                   | Borussia Dortmund II        | RL                          | 10         | 0          | -               | -               | -               | -                  | -                  | -                  | -           | -           | -           | 10     | 0      |
| 2009-2010                   | Borussia Dortmund II        | 3L                          | 1          | 0          | -               | -               | -               | -                  | -                  | -                  | -           | -           | -           | 1      | 0      |
| Totale Borussia Dortmund II | Totale Borussia Dortmund II | Totale Borussia Dortmund II | 37         | 0          |                 | -               | -               |                    | -                  | -                  |             | -           | -           | 37     | 0      |
| 2008-2009                   | Borussia Dortmund           | BL                          | 12         | 0          | CG              | 3               | 0               | CU                 | 1                  | 0                  | -           | -           | -           | 16     | 0      |
| 2009-2010                   | Borussia Dortmund           | BL                          | 28         | 0          | CG              | 2               | 0               | -                  | -                  | -                  | -           | -           | -           | 30     | 0      |
| 2010-2011                   | Borussia Dortmund           | BL                          | 34         | 0          | CG              | 2               | 0               | UEL                | 7                  | 1                  | -           | -           | -           | 43     | 1      |
| 2011-2012                   | Borussia Dortmund           | BL                          | 28         | 1          | CG              | 4               | 0               | UCL                | 5                  | 0                  | SG          | 0           | 0           | 37     | 1      |
| 2012-2013                   | Borussia Dortmund           | BL                          | 29         | 0          | CG              | 3               | 1               | UCL                | 13                 | 1                  | SG          | 1           | 0           | 46     | 2      |
| 2013-2014                   | Borussia Dortmund           | BL                          | 19         | 1          | CG              | 3               | 0               | UCL                | 5                  | 0                  | SG          | 1           | 0           | 28     | 1      |
| 2014-2015                   | Borussia Dortmund           | BL                          | 22         | 0          | CG              | 4               | 0               | UCL                | 6                  | 0                  | SG          | 1           | 0           | 33     | 0      |
| 2015-2016                   | Borussia Dortmund           | BL                          | 26         | 0          | CG              | 6               | 0               | UEL                | 15                 | 0                  | -           | -           | -           | 47     | 0      |
| 2016-2017                   | Borussia Dortmund           | BL                          | 26         | 0          | CG              | 5               | 1               | UCL                | 7                  | 0                  | SG          | 1           | 0           | 39     | 1      |
| 2017-2018                   | Borussia Dortmund           | BL                          | 18         | 0          | CG              | 2               | 0               | UCL+UEL            | 4+3                | 0+1                | SG          | 0           | 0           | 27     | 1      |
| 2018-2019                   | Borussia Dortmund           | BL                          | 9          | 0          | CG              | 1               | 0               | UCL                | 3                  | 0                  | -           | -           | -           | 13     | 0      |
| 2019-2020                   | Borussia Dortmund           | BL                          | 7          | 1          | CG              | 0               | 0               | UCL                | 1                  | 0                  | SG          | 0           | 0           | 8      | 1      |
| 2020-2021                   | Borussia Dortmund           | BL                          | -          | -          | CG              | -               | -               | UCL                | -                  | -                  | SG          | -           | -           | 0      | 0      |
| 2021-2022                   | Borussia Dortmund           | BL                          | 0          | 0          | CG              | 0               | 0               | UCL                | 0                  | 0                  | SG          | -           | -           | 0      | 0      |
| Totale Borussia Dortmund    | Totale Borussia Dortmund    | Totale Borussia Dortmund    | 258        | 3          |                 | 35              | 2               |                    | 70                 | 3                  |             | 4           | 0           | 367    | 8      |
| Totale carriera             | Totale carriera             | Totale carriera             | 295        | 3          |                 | 35              | 2               |                    | 70                 | 3                  |             | 4           | 0           | 404    | 8      |

### Cronologia presenze in nazionale
| Cronologia completa delle presenze e delle reti in nazionale ― Germania | Cronologia completa delle presenze e delle reti in nazionale ― Germania | Cronologia completa delle presenze e delle reti in nazionale ― Germania | Cronologia completa delle presenze e delle reti in nazionale ― Germania | Cronologia completa delle presenze e delle reti in nazionale ― Germania | Cronologia completa delle presenze e delle reti in nazionale ― Germania | Cronologia completa delle presenze e delle reti in nazionale ― Germania | Cronologia completa delle presenze e delle reti in nazionale ― Germania |
| Data                                                                    | Città                                                                   | In casa                                                                 | Risultato                                                               | Ospiti                                                                  | Competizione                                                            | Reti                                                                    | Note                                                                    |
| ----------------------------------------------------------------------- | ----------------------------------------------------------------------- | ----------------------------------------------------------------------- | ----------------------------------------------------------------------- | ----------------------------------------------------------------------- | ----------------------------------------------------------------------- | ----------------------------------------------------------------------- | ----------------------------------------------------------------------- |
| 17-11-2010                                                              | Göteborg                                                                | Svezia                                                                  | 0 – 0                                                                   | Germania                                                                | Amichevole                                                              | -                                                                       |                                                                         |
| 29-3-2011                                                               | Mönchengladbach                                                         | Germania                                                                | 1 – 2                                                                   | Australia                                                               | Amichevole                                                              | -                                                                       |                                                                         |
| 29-5-2011                                                               | Sinsheim                                                                | Germania                                                                | 2 – 1                                                                   | Uruguay                                                                 | Amichevole                                                              | -                                                                       |                                                                         |
| 3-6-2011                                                                | Vienna                                                                  | Austria                                                                 | 1 – 2                                                                   | Germania                                                                | Qual. Euro 2012                                                         | -                                                                       |                                                                         |
| 6-9-2011                                                                | Danzica                                                                 | Polonia                                                                 | 2 – 2                                                                   | Germania                                                                | Amichevole                                                              | -                                                                       | 46’                                                                     |
| 26-5-2012                                                               | Basilea                                                                 | Svizzera                                                                | 5 – 3                                                                   | Germania                                                                | Amichevole                                                              | -                                                                       |                                                                         |
| 15-8-2012                                                               | Francoforte sul Meno                                                    | Germania                                                                | 1 – 3                                                                   | Argentina                                                               | Amichevole                                                              | -                                                                       |                                                                         |
| 11-9-2012                                                               | Vienna                                                                  | Austria                                                                 | 1 – 2                                                                   | Germania                                                                | Qual. Mondiali 2014                                                     | -                                                                       |                                                                         |
| 12-10-2012                                                              | Dublino                                                                 | Irlanda                                                                 | 1 – 6                                                                   | Germania                                                                | Qual. Mondiali 2014                                                     | -                                                                       |                                                                         |
| 22-3-2013                                                               | Astana                                                                  | Kazakistan                                                              | 0 – 3                                                                   | Germania                                                                | Qual. Mondiali 2014                                                     | -                                                                       |                                                                         |
| 26-3-2013                                                               | Norimberga                                                              | Germania                                                                | 4 – 1                                                                   | Kazakistan                                                              | Qual. Mondiali 2014                                                     | -                                                                       |                                                                         |
| 14-8-2013                                                               | Kaiserslautern                                                          | Germania                                                                | 3 – 3                                                                   | Paraguay                                                                | Amichevole                                                              | -                                                                       | 81’                                                                     |
| 6-9-2013                                                                | Monaco di Baviera                                                       | Germania                                                                | 3 – 0                                                                   | Austria                                                                 | Qual. Mondiali 2014                                                     | -                                                                       | 46’                                                                     |
| 10-9-2013                                                               | Tórshavn                                                                | Fær Øer                                                                 | 0 – 3                                                                   | Germania                                                                | Qual. Mondiali 2014                                                     | -                                                                       |                                                                         |
| 19-11-2013                                                              | Londra                                                                  | Inghilterra                                                             | 0 – 1                                                                   | Germania                                                                | Amichevole                                                              | -                                                                       | 46’                                                                     |
| 5-3-2014                                                                | Stoccarda                                                               | Germania                                                                | 1 – 0                                                                   | Cile                                                                    | Amichevole                                                              | -                                                                       | 24’                                                                     |
| Totale                                                                  |                                                                         | Presenze                                                                | 16                                                                      |                                                                         | Reti                                                                    | 0                                                                       |                                                                         |

## Palmarès

### Club
- Campionato tedesco: 2

Borussia Dortmund: 2010-2011, 2011-2012
- Coppa di Germania: 3

Borussia Dortmund: 2011-2012, 2016-2017, 2020-2021
- Supercoppa di Germania: 3

Borussia Dortmund: 2013, 2014, 2019

### Nazionale
- Campionato d'Europa Under-21: 1

2009